# Vacaville
Vacaville je město v okresu Solano County ve státě Kalifornie ve Spojených státech amerických. Nachází se 56 kilometrů od hlavního města Kalifornie Sacramenta a necelých 90 kilometrů od San Francisca. Nachází se na okraji Sacramento Valley. 
K roku 2020 zde žilo 102 386 obyvatel. S celkovou rozlohou 76 km² byla hustota zalidnění 1 332 obyvatel na km². Město bylo založeno v roce 1851, přičemž pojmenováno bylo po Juanu Manuelovi Vaca. Statut města byl Vacaville přidělen v roce 1892. Vacaville leží v oblasti s typickým středozemským klimatem.